# 米田冨士雄
米田 冨士雄（よねだ ふじお、1898年8月11日 – 1977年3月30日）は、日本の逓信官僚。

## 経歴
1898年、東京府東京市神田仲猿楽町で、弁護士・衆議院議員である米田実の長男として出生。
明治中学校（現・明治大学付属明治高等学校・中学校）、第五高等学校乙文科を経て、東京帝国大学法学部独法科卒業。高等文官試験に合格し、1924年に旧逓信省入省。1929年、陸軍大臣、教育総監などを務めた秋山好古の四女治子と結婚。国際連盟交通委員顧問としてのパリ駐在、国際航空委員会の帝国代表随員、ロンドン国際経済会議の全権随員などを務める。運輸省海運総局運航部長、海務官などを経て、日本船主協会理事長、日本海運振興会会長、海事産業研究所理事長などの要職を歴任。
近代日本海運史研究に欠かせないとされる遺稿は、1978年に米田富士雄遺著『現代日本海運史観』として財団法人海事産業研究所より発刊され、明治初期・海運創生期から昭和までの日本海運行政全般を記述した貴重な教書となっている。

## 親族
- 父：米田実 - 衆議院議員、弁護士
- 叔父：米田奈良吉 - 逓信次官、逓信協会会長
- 妻：治子 - 秋山好古（陸軍大将）の四女